# Bonte honingeter
De bonte honingeter (Grantiella picta) is een zangvogel uit de familie Meliphagidae (honingeters). De geslachtsnaam Grantiella verwijst naar de Schotse ornitholoog William Robert Ogilvie-Grant.

## Verspreiding en leefgebied
Deze soort is endemisch in oostelijk Australië.

## Status
De grootte van de populatie is in 2021 geschat op 15.000 volwassen vogels. Op de Rode lijst van de IUCN heeft deze soort de status niet bedreigd.